# Louis Marcorelles
Louis Marcorelles, né le 27 mars 1922 à Paris et mort le 11 mai 1990 à Beausoleil, est un journaliste français, critique de cinéma. 

## Biographie
Louis Paul Marie Alphonse Marcorelles commence à Montpellier sa carrière de journaliste en 1953 à L'Éclair . Il a été très actif au sein des Cahiers du cinéma à partir de la fin des années 1950, défendant des cinéastes comme John Huston, Martin Ritt ou John Ford. Il s'est attaché à promouvoir le « cinéma direct » et le « free cinema » britannique.
Collaborateur des Lettres françaises, de France Observateur (1958-1961), de Cinéma et du Monde (régulièrement à partir de 1969), il a participé à la fondation de la Semaine de la critique au Festival de Cannes.
Il a écrit également pour Sight and Sound et Sunday Observer de 1955 à 1961.
Antoine de Baecque rappelle que Louis Marcorelles, « jeune cinéphile communiste de l'après-guerre », a entretenu « une intense correspondance, privée et méconnue, avec Georges Sadoul entre 1949 et 1951 ».
Un Prix Louis-Marcorelles a été décerné de 1991 à 2012 dans le cadre du  Festival international Cinéma du réel : ce prix a été transformé en 2013 en Prix de l'Institut français.

## Publications
- Louis Marcorelles, Nicole Rouzet-Albagli, Éléments pour un nouveau cinéma, Paris, Unesco, 1970, 154 p.
- Louis Marcorelles, Jean-Pierre Jeancolas, Claire Devarrieux, Cent Années Lumière : rétrospective de l'œuvre documentaire des grands cinéastes français, de Louis Lumière jusqu'à nos jours, Paris, Intermédia, 1989, 115 p.